# Segugio dell'Appennino
Il segugio dell'Appennino è considerato una delle varietà del piccolo lepraiolo italiano, assieme al montanino delle Alpi e al cravin piemontese.
Lo standard ufficiale di razza del segugio dell'Appennino è stato concesso dall'ENCI nel 2005, La razza viene riconosciuta ufficialmente da ENCI nel Giugno 2023.